# Лубово
Лубово је насељено мјесто у општини Шипово, Република Српска, БиХ. Према попису становништва из 1991. у насељу је живјело 196 становника.

## Становништво
Према попису становништва из 1991. године, мјесто је имало 196 становника.
| Националност | 1991.        | 1981. | 1971. |
| Срби         | 118 (60,20%) |       |       |
| Муслимани    | 77 (39,29%)  |       |       |
| Хрвати       | 1 (0,51%)    |       |       |
| Укупно       | 196          | '     | '     |